# Bagshot (Wiltshire)
Bagshot – wieś w Anglii, w hrabstwie Wiltshire, w dystrykcie (unitary authority) Wiltshire. Leży 39,2 km od miasta Salisbury, 40,4 km od miasta Chippenham i 102,2 km od Londynu. W latach 1870–1872 miejscowość liczyła 194 mieszkańców.